# WinSCP
WinSCP je open source SFTP, FTP, WebDAV a S3 klient a správce souborů pro Microsoft Windows. Jeho hlavní funkcí je bezpečný přenos souborů mezi lokálním a vzdáleným počítačem.
Vývoj programu začal okolo května 2000. Původně byl dostupný na webu VŠE, kde v té době autor pracoval.
Od 16. července 2003 je šířen pod licencí GPL a dostupný na webech SourceForge a GitHub.
Implementace protokolu SSH pochází z programu PuTTY.
Starší verze WinSCP byly také k dispozici jako plugin pro správce souborů Far Manager a Altap Salamander (dříve Servant Salamander).